# Molgula celtica
Molgula celtica är en sjöpungsart som beskrevs av Monniot 1970. Molgula celtica ingår i släktet Molgula och familjen kulsjöpungar. Inga underarter finns listade i Catalogue of Life.